# Cercal (Ourém)

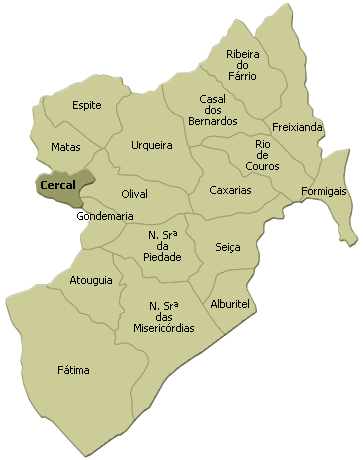
Cercal (Ourém)

Cercal é uma povoação portuguesa do Município de Ourém, na antiga província da Beira Litoral, na região do Centro (Região das Beiras) e sub-região do Médio Tejo que foi sede da extinta Freguesia de Cercal, freguesia que tinha 8,06 km² de área e 784 habitantes (2011), e, por isso, uma densidade populacional de 97,3 hab./km².
A Freguesia de Cercal, que além da sede compreendia os lugares de Vales, Ninho d'Águia e Matos, foi extinta em 2013, no âmbito de uma reforma administrativa nacional, tendo sido agregada à Freguesia de Matas para formar uma nova freguesia denominada União das Freguesias de Matas e Cercal..
Era uma das freguesias mais recentes do Município, tendo conquistado a autonomia somente em 1984, mais propriamente no dia 31 de Dezembro, e sendo constituída por lugares que surgiram após a desanexação de Espite, Olival e Gondemaria. Porém, exprime uma capacidade de trabalho e iniciativa exemplares.[carece de fontes?]

## População
| População da freguesia de Cercal | População da freguesia de Cercal | População da freguesia de Cercal | População da freguesia de Cercal | População da freguesia de Cercal | População da freguesia de Cercal | População da freguesia de Cercal | População da freguesia de Cercal | População da freguesia de Cercal | População da freguesia de Cercal | População da freguesia de Cercal | População da freguesia de Cercal | População da freguesia de Cercal | População da freguesia de Cercal | População da freguesia de Cercal |
| -------------------------------- | -------------------------------- | -------------------------------- | -------------------------------- | -------------------------------- | -------------------------------- | -------------------------------- | -------------------------------- | -------------------------------- | -------------------------------- | -------------------------------- | -------------------------------- | -------------------------------- | -------------------------------- | -------------------------------- |
| 1864                             | 1878                             | 1890                             | 1900                             | 1911                             | 1920                             | 1930                             | 1940                             | 1950                             | 1960                             | 1970                             | 1981                             | 1991                             | 2001                             | 2011                             |
|                                  |                                  |                                  |                                  |                                  |                                  |                                  |                                  |                                  |                                  |                                  |                                  | 809                              | 896                              | 784                              |

Criada pela lei nº 62/84, de 31 de Dezembro, com lugares desanexados da freguesia de Espite
| Distribuição da População por Grupos Etários | Distribuição da População por Grupos Etários | Distribuição da População por Grupos Etários | Distribuição da População por Grupos Etários | Distribuição da População por Grupos Etários | Distribuição da População por Grupos Etários | Distribuição da População por Grupos Etários | Distribuição da População por Grupos Etários | Distribuição da População por Grupos Etários | Distribuição da População por Grupos Etários |
| -------------------------------------------- | -------------------------------------------- | -------------------------------------------- | -------------------------------------------- | -------------------------------------------- | -------------------------------------------- | -------------------------------------------- | -------------------------------------------- | -------------------------------------------- | -------------------------------------------- |
| Ano                                          | 0-14 Anos                                    | 15-24 Anos                                   | 25-64 Anos                                   | > 65 Anos                                    |                                              | 0-14 Anos                                    | 15-24 Anos                                   | 25-64 Anos                                   | > 65 Anos                                    |
| 2001                                         | 163                                          | 153                                          | 447                                          | 133                                          |                                              | 18,2%                                        | 17,1%                                        | 49,9%                                        | 14,8%                                        |
| 2011                                         | 95                                           | 113                                          | 442                                          | 134                                          |                                              | 12,1%                                        | 14,4%                                        | 56,4%                                        | 17,1%                                        |

Média do País no censo de 2001:  0/14 Anos-16,0%; 15/24 Anos-14,3%; 25/64 Anos-53,4%; 65 e mais Anos-16,4%
Média do País no censo de 2011:   0/14 Anos-14,9%; 15/24 Anos-10,9%; 25/64 Anos-55,2%; 65 e mais Anos-19,0%

## História
A presença humana por essas terras remonta pelo menos a tempos romanos, a avaliar pela descoberta de uma estação romana no lugar da Abelheira, uma ocupação facilmente justificada pela assiduidade de encostas soalheiras, vales protegidos e terrenos irrigados.
O lugar de Ninho de Águia combina um misto de história e fantasia que orgulha as suas gentes e fascina o visitante: a história sobrevive materializada pela Capela do Ninho de Águia, que após a fundação em 1639, viria a ser alvo de saque e destruição por parte das invasões francesas; a recuperação em 1868 devolveu-lhe a dignidade, sendo esta reforçada recentemente com novas obras de restauro. O topónimo em si, persiste envolvido pela lenda de um menino que terá sido resgatado por uma águia… conto esse que alimenta uma ligação entre Cercal e Seiça, ainda que somente no campo do imaginário colectivo.
Cercal partilhava ainda com outras freguesias um dos miradouros mais elevados e deleitáveis do município, o Cabeço de Óbidos, elevado 370 m. acima do nível médio das águas do mar, de onde se pode contemplar a fisionomia geral do município.

## Heráldica
Brasão - Escudo de vermelho, águia de prata realçada de negro, acompanhada em chefe de um ramo de oliveira de prata, frutado de negro, entre duas pinhas cosidas de verde, com suas agulhas; campanha ondeada de prata e azul. Coroa mural de prata de três torres. Listel branco, com a legenda a negro: “CERCAL - OURÉM”.

## Associações da Freguesia

### Centro Desportivo Social e Cultural do Cercal
Www.cdsccvn.pt
Valências
- Futsal Sénior Masculino
- Berçário
- Creche
- ATL
- Centro de Dia
- Apoio Social

### Associação de Promoção da Freguesia do Cercal

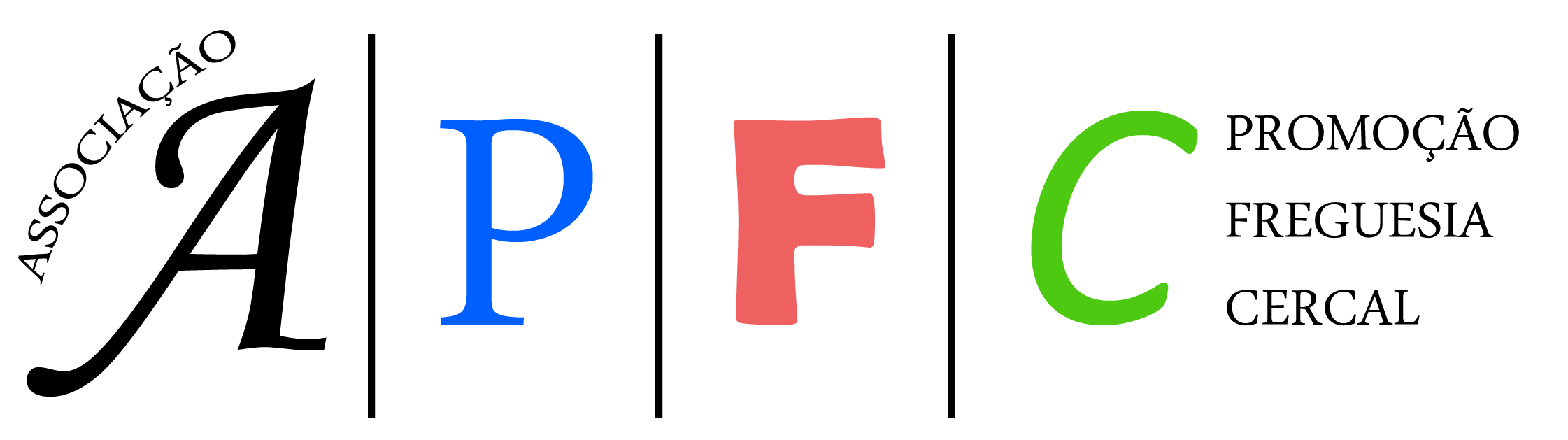
Logotipo da APFC.

Valências
- BTT Yellow Team
- Jornal Ramo D'Além